# Goudron
Il goudron o catrame è un profumo riscontrabile nel bouquet a maturità di alcuni vini rossi di gran corpo quali Barolo, Barbaresco, Brunello di Montalcino, Amarone, Gattinara, Taurasi, Carema, Bordeaux, Borgogna.
Viene descritto come una nota calda, eterea, intensa, che può ricordare gradevolmente il catrame.